# Václav Dobruský

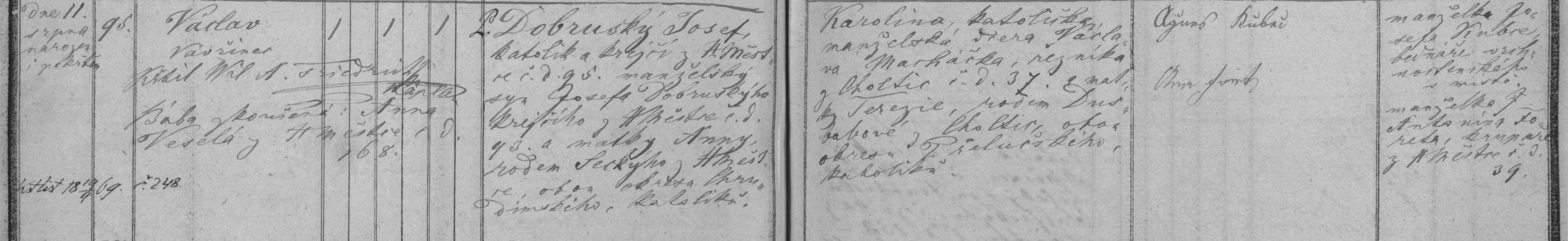
Záznam o narození Václava Dobruského (matrika N 1849-1862 Heřmanův Městec, SOA Zámrsk)

Václav Dobruský (11. srpen 1858 Heřmanův Městec – 24. prosinec 1916 Praha) byl český archeolog, epigrafik a numismatik působící zejména v Bulharsku. Je považován za zakladatele bulharské archeologie.

## Životopis
Václav Dobruský vystudoval klasickou filologii: starořečtinu a latinu na Univerzitě Karlově v Praze. Po částečném osvobození části Bulharska (vznik autonomní Východní Rumélie v roce 1878) byl do této země pozván, jako mnoho jiných českých intelektuálů té doby. V letech 1880–1886 učil latinu na gymnáziu v Plovdivu. Zde také zahájil svůj archeologický výzkum památek staré Thrákie. Po faktickém sjednocení Bulharska roku 1885 dostal pozvání do Sofie. I zde učil v letech 1886–1893 latinu na gymnáziu. Roku 1890 začal učit archeologii na Sofijské univerzitě. V roce 1893 se stal zakladatelem a prvním ředitelem Národního archeologického muzea (Национален археологически музей) v Sofii. Souběžně prováděl vykopávky, objevil přitom starověká města Oescus (1904–1905) a Nicopolis ad Istrum (1906–1909). V roce 1910 se stal obětí intrik a musel opustit jak místo ředitele muzea, tak sofijskou univerzitu. Vrátil se v roce 1911 do Prahy a od roku 1912 do roku 1914 na Karlově univerzitě učil antickou numismatiku. Roku 1916 byl jmenován ředitelem knihovny Královské české společnosti nauk, ale brzy na to zemřel.
Zemřel roku 1916 v Praze. Byl pohřben na Vinohradském hřbitově.

### Rodinný život
Václav Dobruský byl ženat, s manželkou Marií, rozenou Toužimskou (1859-1935) měl šest dětí, narozených v rozmezí 1885-1898.